# اما مک دوگال
اما مک دوگال (انگلیسی: Emma McDougall; ۶ مارس ۱۹۹۱ – ۲۰ فوریهٔ ۲۰۱۳) بازیکن فوتبال اهل بریتانیا بود.